# بدادا
بدادا قرية سورية تتبع ناحية السيسنية في منطقة صافيتا في محافظة طرطوس.

## التاريخ
تحتضن القرية ذات الأصول الآرامية السريانية الفينيقية على معالم تاريخية تعكس عمقها الحضاري، من أبرزها كنيسة صغيرة بُنيت عام 1885 من الحجارة السوداء، على شكل عقد يشبه السفينة، وسُميت على اسم رقاد السيدة العذراء.